# Triphoturus
A Triphoturus a sugarasúszójú halak (Actinopterygii) osztályának Myctophiformes rendjébe, ezen belül a gyöngyöshalfélék (Myctophidae) családjába tartozó nem.

## Rendszerezés
A nembe az alábbi 3 faj tartozik:
- Triphoturus mexicanus (Gilbert, 1890)
- Triphoturus nigrescens (Brauer, 1904)
- Triphoturus oculeum (Garman, 1899)